# Hildegard Wahry
Hildegard Wahry; verheiratete Hildegard Haerten (* um 1915 in Köln; † 5. Mai 1998) war eine deutsche Schauspielerin.

## Leben
Hildegard Wahry erhielt in Köln die Schauspielausbildung und debütierte 1934 in Darmstadt, wo sie auch bis 1937 engagiert war. Es folgten Stationen an Theatern in Baden-Baden (1937–1939), Frankfurt am Main (1939–1941) und Essen (1941–1944). 1948 trat sie mit Bernhard Minetti am Deutschen Schauspielhaus Hamburg  in Armut, Reichtum, Mensch und Tier von Hans Henny Jahnn auf. Neben ihnen spielten unter anderem Ursula Burg, Benno Gellenbeck und Joseph Offenbach. 1951 wiederum ein kurzes Engagement in Frankfurt. Ab 1952 bis 1970 war Hildegard Wahry lange Jahre Ensemblemitglied an den Städtischen Bühnen in Oberhausen.
Erst im Anschluss an ihre Bühnenkarriere sind in den 1970er-Jahren einige Auftritte in Fernsehproduktionen nachgewiesen. Darunter befanden sich die zweiteilige Fernsehadaption von Die Affäre Lerouge nach einem Kriminalroman von Émile Gaboriau in der Regie von Wilhelm Semmelroth mit René Deltgen, Günter Strack und Peter Pasetti und der Fernsehfilm Die Buddik mit Hans Elwenspoek. Auch eine Mitwirkung in zwei Hörspielproduktionen des Westdeutschen Rundfunks ist dokumentiert. So konnte man sie im Jahr 1960 in der zweiten Folge des Mundartstücks Wat dä Schmitzens all passeet neben vielen bekannten Schauspielern wie Willy und Lucy Millowitsch, Karl-Maria Schley und Franz Schneider hören.
Hildegard Wahry war mit dem Dramatiker und Regisseur Theodor Haerten verheiratet und verstarb 1998 an den Folgen eines Verkehrsunfalls.

## Filmografie
- 1975: Nach der Scheidung (Fernsehfilm)
- 1976: Die Affäre Lerouge (zweiteiliger Fernseh-Kriminalfilm)
- 1977: Rückfälle (Fernsehfilm)
- 1981: Das Käthchen von Heilbronn oder: Die Feuerprobe (Fernsehfilm)
- 1983: Die Buddik (Fernsehfilm)

## Hörspiele
- 1960: Lis Böhle: Wat dä Schmitzens all passeet (Folge 2) – Regie: Fritz Peter Vary (Original-Hörspiel – Westdeutscher Rundfunk)
- 1976: Herbert W. Franke: Sonntagsfahrt (Die Oma) – Regie: Heinz Dieter Köhler (Hörspielbearbeitung, Science-Fiction-Hörspiel – Westdeutscher Rundfunk)